# سسک رودخانه‌ای

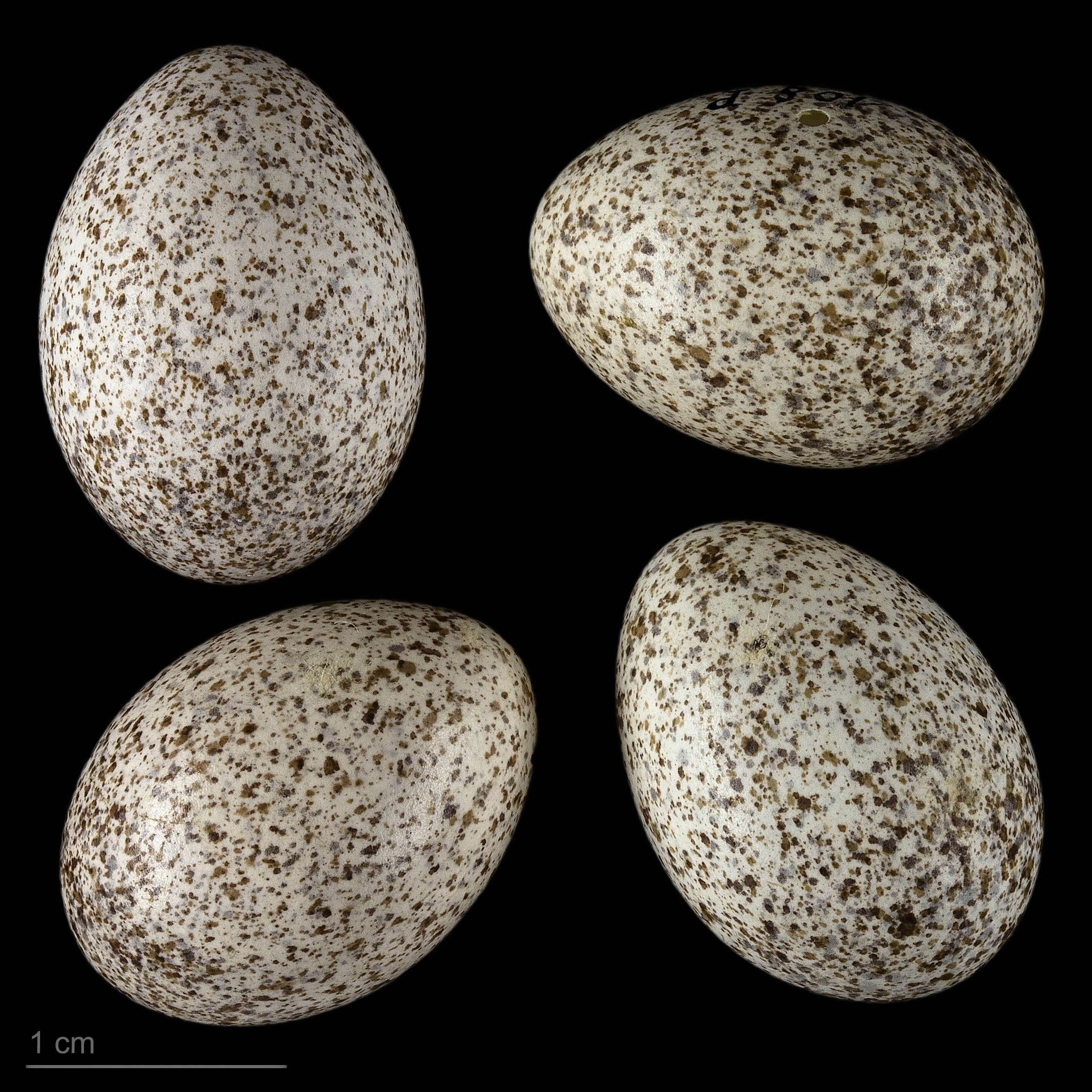
Locustella fluviatilis

سسک رودخانه‌ای (نام علمی: Locustella fluviatilis) نام یک گونه از سرده سسک‌های ملخی بیشه‌ای است.